# Marie Foster
Marie Priscilla Martin Foster (née le 24 octobre 1917 dans le comté de Wilcox, Alabama, et morte le 6 septembre 2003 à Selma, Alabama) est une américaine et une militante du mouvement américain des droits civiques. Elle s'est fait connaître comme responsable de l'inscription de nombreux Afro-Américains sur les listes électorales de Selma, et est l'une des principales organisatrices locales des marches de Selma à Montgomery en 1965. Elle participa à la relance de la Dallas County Voters League qui en collaboration avec le Student Nonviolent Coordinating Committee (SNCC) et le Southern Christian Leadership Conference (SCLC) fit campagne pour mettre fin aux discriminations entravant l'inscription des Afro-Américains sur les listes électorales. Elle fut appelée par les militants locaux « The mother of the voting rights movement / La mère du mouvement pour le droit de vote » et surnommée « Mother Foster (Mère Foster) ».

## Biographie

### Jeunesse et formation
Marie Foster, née Marie Priscilla Martin le 24 octobre 1917,a grandi dans la campagne, mais sa mère qui désirait une éducation pour ses enfants emménage à Selma, mais Mary Foster abandonne ses études secondaires pour se marier et élever ses trois enfants. Devenue veuve, elle tient des emplois alimentaires puis reprend ses études secondaires pour les mener à terme, une fois diplômée, elle suit des cours pour devenir assistante dentaire, après avoir terminé ses études, elle est embauchée par son frère, le Dr Sullivan Jackson, chirurgien dentiste.

### Carrière de militante

#### Inscription sur les listes électorales et mouvement des droits civiques
Foster prend intérêt dans le mouvement des droits civiques des Afro-Américains au début des années 1960 parce qu'elle estime que «les relations raciales étaient tellement mauvaises à Selma». Elle fait partie de la relance de la Dallas County Voters League, un groupe d'Afro-Américains qui a poussé pour des améliorations dans le système d'inscription des électeurs et appartient au comité directeur de huit membres, connu sous le nom de "Courageous Eight" avec Amelia Boynton, Frederick D. Reese (en),.
Elle tente de s'inscrire huit fois sur une liste électorale avant de finalement réussir mais à chaque fois, les fonctionnaires trouvaient de nouvelles raisons pour refuser son inscription. Pour éliminer le poids du vote des Afro-Américains dans les élections, quand le terrorisme du Ku Klux Klan ou de la White League est jugé insuffisant, dans une taxe est créée pour avoir le droit de vote, puis se généralisent les tests pour vérifier l'aptitude intellectuelle à voter. Les questions sont d'une difficulté inhabituelle comparées à celles posées aux Blancs, comme être capable de réciter la Constitution et ses différents amendements, ou bien les questions sont absurdes du genre « How many angels can dance on the head of a pin / Combien d'anges peuvent-ils danser sur la pointe d'une épingle ? »  ou « How many bubbles in a soap bar / Combien de bulles peut-on faire avec une savonnette ? » et la décision finale revenait à un fonctionnaire de l'état civil qui était bien évidemment un Blanc,,,,. Malgré ces difficultés, elle a finalement réussi la passation des tests au bout de la huitième fois. Forte de son inscription réussie, Mary Foster commence à enseigner à d'autres Afro-Américains comment réussir les tests conçus pour les empêcher de s'inscrire. Un homme de 70 ans se présenta à son premier cours et elle lui apprit à écrire son propre nom. Peu à peu, ses cours attirèrent de plus en plus de monde,.

#### Les Marches de Selma
Tandis que le mouvement des droits civiques prend de l'ampleur, Foster devient une des  organisatrice de marches pour la région du comté de Dallas. Elle participe à la marche du 7 mars 1965 de Selma à Montgomery, marche connue sous le nom de Bloody Sunday. Alors que la marche approchait du pont Edmund Pettus, la police interrompt la marche en battant violemment de nombreux participants. Foster est dans les premières lignes avec Amelia Boynton, et est matraquée, la laissant avec les genoux enflés,. Malgré ses blessures, deux semaines plus tard, Foster participe à cette marche qui arrive finalement à Montgomery, en Alabama. Elle parcourra cinquante miles (environ 80 kilomètres) en cinq jours,. Elle est l'une des deux femmes à finir cette marche.
Martin Luther King, Jr. apprit chez Foster que Lyndon B. Johnson signera le Voting Rights Act de 1965, loi interdisant les discriminations raciales dans l'exercice du droit de vote. Il pleura lorsqu'il apprit la nouvelle avec Foster.

#### Activités ultérieures
Après l'adoption du Voting Rights Act de 1965, Foster continua de travailler comme assistante dentaire. En 1984, Foster travaille pour la campagne présidentielle du pasteur Jesse Jackson. Pendant son temps libre, elle apprend aux enfants à lire. Elle continue son activisme, se battant pour les logements sociaux des pauvres à Selma ou demandant que la statue du fondateur du Ku Klux Klan soit enlevée d'un parc public.

### Vie personnelle
Elle est décédée le 6 septembre 2003 et est enterrée au Serenity Memorial Gardens de Selma, en Alabama

## Prix et distinctions
- 2020 : lauréate à titre posthume de la National Women's History Alliance en 2020[13].